# Membra Jesu Nostri

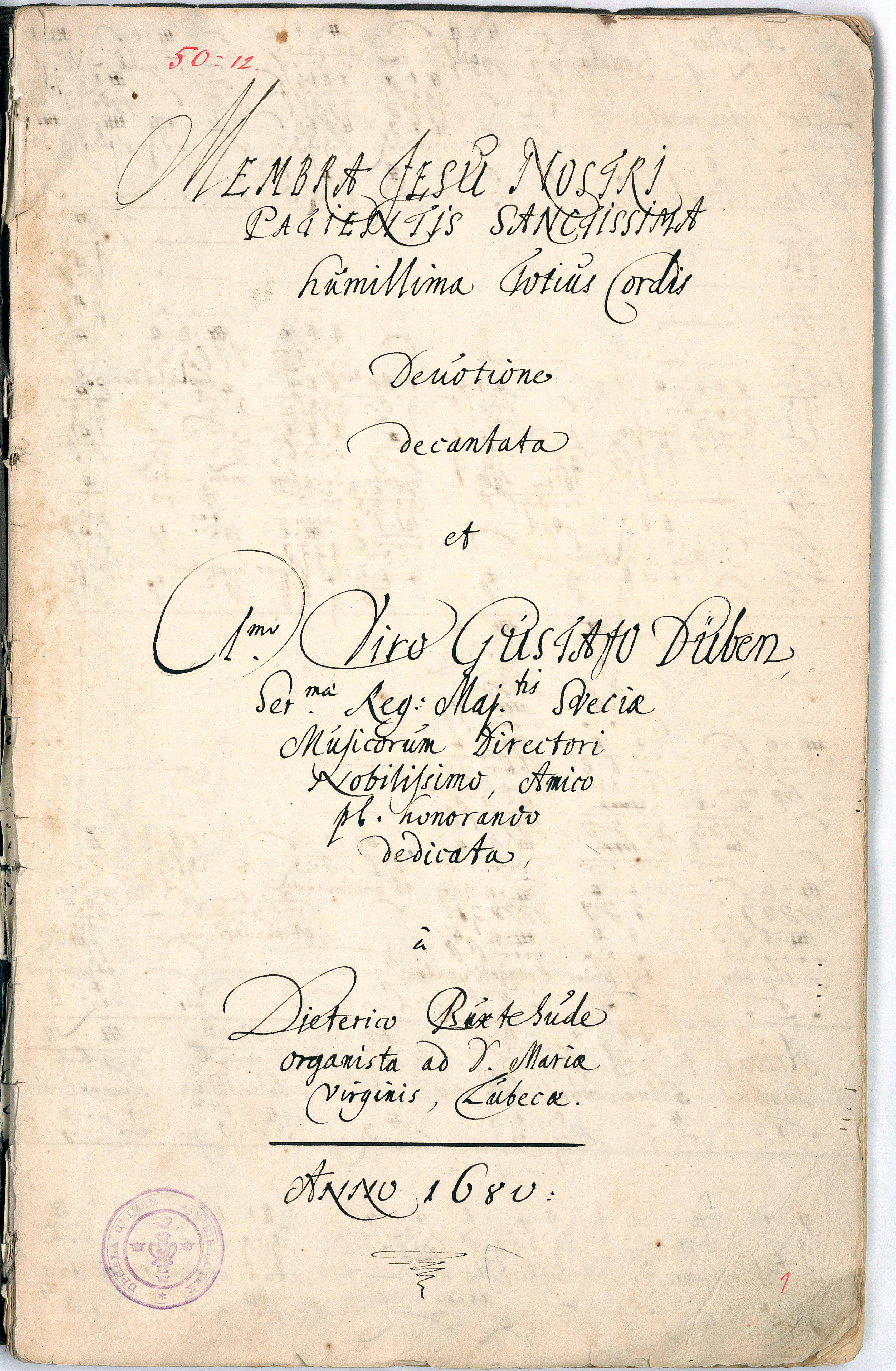
Frontespizio del Membra Jesu Nostri.

Con Membra Jesu Nostri BuxWV 75 ci si riferisce a un oratorio composto da Dietrich Buxtehude nel 1680.

## Storia
L'opera, riconosciuta come il primo oratorio luterano, è costituita da sette cantate e venne dedicata da Dietrich Buxtehude all'organista e compositore Gustaf Düben. Il testo latino Membra Jesu nostri patientis sanctissima, noto anche come Rhythmica Oratio, è un poema attribuito a Bernardo di Chiaravalle, ma, molto più probabilmente, è opera dello scrittore medioevale Arnolfo di Leuven, morto nel 1250. L'oratorio è diviso in sette parti, ciascuna delle quali corrispondente a una parte del corpo crocifisso di Gesù: piedi, ginocchia, mani, costato, torace, cuore e testa.

## Struttura
Ognuna delle sette cantate del Membra Jesu Nostri è divisa a sua volta in sei sezioni: un'introduzione strumentale, una parte cantata da cinque voci (a eccezione delle cantate quinta e sesta, dove sono usate solo tre voci), tre arie per una o tre voci, ciascuna seguita da un ritornello strumentale, e una ripetizione della parte strumentale. La prima e l'ultima cantata, però, si discostano da questo schema: nella prima il coro ripete la prima aria dopo la ripetizione, mentre nell'ultima le cinque voci cantano l'ultima aria e l'amen finale al posto della ripetizione.
Buxtehude selezionò alcuni versetti biblici per i concerti e tre strofe da ogni parte del poema per le arie. I testi biblici sono scelti per indicare le parti del corpo di Gesù e provengono in gran parte dall'Antico Testamento. La struttura ritmica è dettata dal testo: il metro della Rhythmica Oratio, infatti, influisce sulle scelte ritmiche fatte da Buxtehude (esempi 1 e 2).

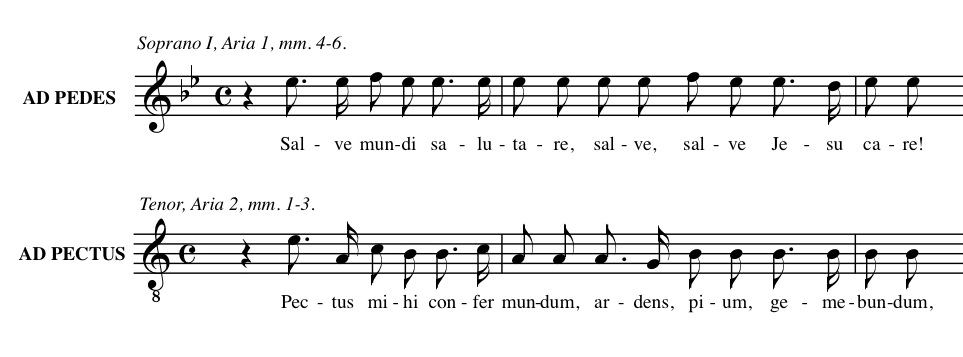
Esempio 2.

Esempio 1 (le sillabe sulle quali cade l'accento sono in neretto):
I. Ad pedes:
Sal-ve mun-di   sa-lu-ta-re
II. Ad genua:
Quid sum ti-bi   re-spon-su-rus
III. Ad manus:
In cru-o-re   tu-o lo-tum
V. Ad pectus:
Pec-tus mi-hi con-fer mun-dum
| Cantata | Titolo    | Testo della Bibbia     | Sacre Scritture  | Testo della Rhythmica Oratio |
| ------- | --------- | ---------------------- | ---------------- | ---------------------------- |
| I       | Ad pedes  | Ecce super montes      | Naum 2, 1        | Salve, mundi salutare        |
| II      | Ad genua  | Ad ubera portabimini   | Isaia 66, 12     | Salve Jesu, rex sanctorum    |
| III     | Ad manus  | Quid sunt plagae istae | Zaccaria 13, 6   | Salve Jesu, pastor bone      |
| IV      | Ad latus  | Surge amica mea        | Cantici 2, 13-14 | Salve latus salvatoris       |
| V       | Ad pectus | Sicut modo geniti      | 1Pietro 2, 2-3   | Salve salus mea, deus        |
| VI      | Ad cor    | Vulnerasti cor meum    | Cantici 4, 9     | Summi regis cor aveto        |
| VII     | Ad faciem | Illustra faciem tuam   | Salmi 31, 17     | Salve, caput cruentatum      |

## Registrazioni
- Walter Testolin, RossoPorpora Ensemble, 2014 Antiqua (Classic Voice)
- Claudio Cavina, La Venexiana, 2009.
- John Eliot Gardiner, English Baroque Soloists, Monteverdi Choir, Archiv Produktion, 447 298-2.
- Ton Koopman, Amsterdam Baroque Orchestra & Choir, Erato, 2292-45295-2.
- René Jacobs, Concerto Vocale, 2003, Harmonia Mundi.
- Masaaki Suzuki, Bach Collegium Japan, 1997, BIS-CD-871.
- Jos van Veldhoven, The Netherlands Bach Society, 2006, Channel Classics, CCS SA 24006.
- Konrad Junghänel, Cantus Cölln, 2005, Harmonia Mundi, HMC901912.
- Diego Fasolis, Sonatori della Gioiosa Marca ed Accademia Strumentale Italiana, 1997, NAXOS, 8.553787.
- Erik Van Nevel, Currende, 1998, Eufoda 1294.